# Liste der Kulturdenkmale in Riegel am Kaiserstuhl
In der Liste der Kulturdenkmale in Riegel am Kaiserstuhl sind Bau- und Kunstdenkmale der Gemeinde Riegel am Kaiserstuhl verzeichnet, die im „Verzeichnis der unbeweglichen Bau- und Kunstdenkmale und der zu prüfenden Objekte“ des Landesamts für Denkmalpflege Baden-Württemberg verzeichnet sind. Dieses Verzeichnis ist nicht öffentlich und kann nur bei „berechtigtem Interesse“ eingesehen werden. Die folgende Liste ist daher nicht vollständig.

## Kulturdenkmale in Riegel am Kaiserstuhl
| Bild           | Bezeichnung           | Lage                          | Datierung | Beschreibung | ID |
| -------------- | --------------------- | ----------------------------- | --------- | ------------ | -- |
| Weitere Bilder | Michaelskapelle       | Riegel, Wolfsgrube (Karte)    |           |              |    |
| Weitere Bilder | St. Martin            | Riegel, Kirchstraße 9 (Karte) |           |              |    |
| Weitere Bilder | Rathaus               | Riegel (Karte)                |           |              |    |
| Weitere Bilder | Friedhofskapelle      | Riegel (Karte)                |           |              |    |
|                | Grabkapelle Fa. Mayer | Riegel                        |           |              |    |